# Rubus cardiophyllus
Rubus cardiophyllus är en rosväxtart som beskrevs av P. J. Müll. och Lefèvre. Enligt Catalogue of Life ingår Rubus cardiophyllus i släktet rubusar och familjen rosväxter, men enligt Dyntaxa är tillhörigheten istället släktet rubusar och familjen rosväxter. Arten har ej påträffats i Sverige. Utöver nominatformen finns också underarten R. c. fallax.